# Justin Gaethje
Justin Ray Gaethje (Safford, Arizona, 14 de noviembre de 1988) es un artista marcial mixto estadounidense que actualmente compite en la categoría de peso ligero de Ultimate Fighting Championship (UFC), donde ha sido Campeón Interino de Peso Ligero de UFC y Campeón BMF de UFC. Desde el 22 de julio de 2025, está en la posición #5 del ranking de peso ligero de UFC.
Siendo un competidor profesional desde 2011, se unió a World Series of Fighting (WSOF) en 2013, donde se convirtió en Campeón de Peso Ligero de WSOF, habiendo defendido su título cinco veces antes de dejarlo vacante para firmar con UFC en 2017.

## Primeros años
Justin Ray Gaethje nació el 14 de noviembre de 1988, en Safford, Arizona. Su madre, Carolina (de soltera Espinoza), es de ascendencia mexicana de Sonora, México y su padre, John Ray Gaethje, es de ascendencia alemana. Su madre fue administradora de correos mientras que su padre fue minero de cobre, al igual que sus dos abuelos. Su abuelo paterno boxeaba mientras servía en el Ejército de los Estados Unidos. El padre de Ray se retiró de la minería de cobre en septiembre de 2019, luego de trabajar por 36 años en la Mina Morenci.

## Carrera de artes marciales mixtas

### Ultimate Fighting Championship
El 4 de mayo de 2017, Gaethje anunció que había dejado vacante su título de peso ligero de WSOF y firmó con Ultimate Fighting Championship. El 12 de mayo de 2017, se anunció que haría su debut contr el veterano Michael Johnson el 7 de julio de 2017, en The Ultimate Fighter: Redemption Finale. Gaethje ganó la pelea por TKO en el segundo asalto. Esta victoria lo hizo merecedor de los premios de Pelea de la Noche y Actuación de la Noche. Sherdog nombró esta pelea como la mejor pelea del 2017, y al asalto 2 de la pelea como el mejor asalto del año.
El 13 de julio de 2017, UFC anunció que Gaethje haría el rol de entrenador en The Ultimate Fighter 26 junto con Eddie Alvarez, enfrentandolo al final de la temporada. La pelea con Alvarez se llevó a cabo el 2 de diciembre de 2017, en UFC 218. Gaethje perdió la pelea por KO en el tercer asalto, siendo la primera derrota de su carrera de MMA. La pelea lo hizo merecedor de su segundo premio de Pelea de la Noche. En los World MMA Awards, fue nombrada la pelea del año.
Gaethje enfrentó a Dustin Poirier el 14 de abril de 2018, en UFC on Fox 29. Perdió la pelea por TKO en el cuarto asalto. La pelea lo hizo merecedor de su tercer premio de Pelea de la Noche. Sherdog nombró Gaethje vs. Poirier como la mejor pelea del 2018.
Gaethje estaba programado para enfrentar a Al Iaquinta el 25 de agosto de 2018, en UFC Fight Night 135. Sin embargo, el 28 de junio de 2018, Iaquinta se retiró de la pelea y fue reemplazado por James Vick. Gaethje ganó la pelea por KO en el primer asalto. Esta victoria lo hizo merecedor del premio de Actuación de la Noche, habiendo obtenido cinco bonos en sus cuatro peleas en UFC.
Gaethje enfrentó a Edson Barboza el 30 de marzo de 2019, en UFC on ESPN 2. Ganó la pelea por KO en el primer asalto. Esta pelea lo hizo merecedor de su cuartopremio de Pelea de la Noche.
Gaethje enfrentó a Donald Cerrone el 14 de septiembre de 2019, en el evento central de UFC on ESPN+ 16. Ganó la pelea por TKO en el primer asalto. Esta victoria lo hizo merecedor de su tercer premio de Actuación de la Noche.

#### Campeonato Interino de UFC y posterior contención titular
El 6 de abril de 2020, se anunció que Gaethje enfrentaría en corto aviso a Tony Ferguson por el Campeonato Interino de Peso Ligero de UFC el 18 de abril de 2020, en UFC 249. Sin embargo, el 9 de abril, el presidente de UFC Dana White anunció que el evento sería pospuesto, y la pelea se terminó llevando a cabo el 9 de mayo de 2020. Gaethje dominó la pelea, finalizando a Ferguson por TKO en el quinto asalto, terminando la racha de 12 victorias consecutivas de Ferguson en el proceso. También continuó su racha de premios, recibiendo los premios de Pelea de la Noche y Actuación de la Noche. Esto hizo que Gaethje se conviriera en el único peleador en la historia de UFC en ganar al menos un bono en cada una de sus primeras siete peleas.
Gaethje enfrentó a Khabib Nurmagomedov en una pelea de unificación por el Campeonato Mundial de Peso Ligero de UFC el 24 de octubre de 2020, en UFC 254. Perdió la pelea por sumisión técnica (triangle choke) en el segundo asalto, marcando la primera derrota por sumisión en su carrera de artes marciales mixtas.
Gaethje enfrentó al ex-Campeón de Peso Ligero de Bellator Michael Chandler el 6 de noviembre de 2021, en UFC 268. Gaethje ganó la pelea por decisión unánime. Esta pelea lo hizo merecerdor de su sexto premio de Pelea de la Noche. La pelea fue nombrada como la Pelea del Año por vairos medios especializados y por el UFC mismo.
Gaethje enfrentó a Charles Oliveira por el Campeonato Vacante de Peso Ligero de UFC el 7 de mayo de 2022, en UFC 274. Ya que Oliveira no dio el peso y fue despojado del título, solo Gaethje era elegible para ganar el título. A pesar de tirar a Oliveira dos veces, Gaethje perdió la pelea por sumisión en el primer asalto.
Gaethje enfrentó a Rafael Fiziev el 18 de marzo de 2023, en UFC 286. Ganó la pelea por decisión mayoritaria. Esta pelea lo hizo merecedor de su séptimo premio de Pelea de la Noche.

#### Campeonato BMF
Gaethje enfrentó a Dustin Poirier en una revancha de su pelea de 2018, por el Campeonato BMF el 29 de julio de 2023, en UFC 291. Ganó la pelea y el título por KO en el segundo asalto. Esta victoria lo hizo merecedor de su quinto premio de Actuación de la Noche.
Gaethje se enfrentó a Max Holloway para defender su título "BMF"  el 13 de abril de 2024, en UFC 300. Perdió el título "BMF" por nocaut en el último segundo de la quinta ronda. Debido a que UFC aumentó el pago de los bonos posteriores a la pelea de $50,000 a $300,000 para el evento, esta pelea le valió un premio de Pelea de la Noche de $300,000.
Gaethje se enfrentó por segunda vez a Rafael Fiziev el 8 de marzo de 2025 en UFC 313 Ganó la pelea por decision unánime

## Carrera en lucha

### Escuela secundaria
Gaethje comenzó a luchar a la edad de cuatro años.  Asistió a Safford High School ,  donde fue cuatro veces finalista y dos veces campeón estatal ( AIA ).  Todavía tiene la séptima mayor cantidad de casi caídas  y la novena mayor cantidad de puntos de equipo anotados  en la historia del estado como luchador.  Gaethje también jugó fútbol y béisbol en la escuela secundaria. 

### Colegial
Gaethje se graduó de Safford High School con un récord de 191–9. Inicialmente postuló a una pequeña universidad en Arizona porque quería permanecer cerca de su familia, pero en cambio aceptó una oferta del programa de la División I de la NCAA en la Universidad del Norte de Colorado .  Como estudiante de primer año, Gaethje tenía un récord de 18-9, incluido un tercer puesto en el Oregon Wrestling Classic. En su segunda temporada, se clasificó para el Campeonato de 157 libras de la División I de la NCAA de 2009 , donde registró un récord de 0-2. Terminó la temporada con un récord de 14-4 y fue incluido en el primer equipo de todas las conferencias de Western Wrestling.
Cuando era junior, Gaethje obtuvo marca de 5-2 en el Campeonato de 157 libras de la División I de la NCAA de 2010 para obtener el séptimo lugar y el estatus All-American . Esto lo convirtió en el primer luchador del norte de Colorado en alcanzar el estatus All-American de la División I desde Larry Wagner en 1970.  Gaethje descendió a la división de 149 libras en su último año, pero tuvo dificultades para reducir el peso . Ganó el segundo lugar en el Campeonato Regional Occidental de la NCAA  y, por lo tanto, se clasificó para el Campeonato de 149 libras de la División I de la NCAA de 2011,  donde registró un récord de 1-2 para terminar su temporada senior con un récord de 17–8. 
En junio de 2020, se anunció que Gaethje sería incluido en el Salón de la Fama del Atletismo de la Universidad del Norte de Colorado por sus logros en la lucha libre.

## Estilo de pelea
Como dos veces campeón de la escuela secundaria del estado de Arizona y All-American de la División I de la NCAA , Gaethje tiene algunas de las mejores credenciales de lucha libre en la división de peso ligero de UFC. A pesar de su pedigrí de lucha libre de élite, rara vez busca derribos , prefiriendo un estilo de lucha entretenido. Es bien conocido por el poder de nocaut de sus golpes y sus debilitantes patadas en las piernas . 
Cuando se le preguntó después de su derrota ante Poirier en 2018 por qué no usó su lucha libre en la pelea, Gaethje dijo: "He estado luchando toda mi vida. Debería y podría haberlo derrotado un par de veces". veces, especialmente cuando lo sacudí solo para robar una o dos rondas. Por alguna razón, mi mente no me deja hacerlo. Creo que me vendí tan fuerte en el hecho de que esto no es lucha libre. Te cansa. Si me voy a cansar, prefiero que sea por pelear y no por luchar. Esa es la razón por la que nunca quise luchar. Pero hice tanto cardio en este campamento que no hubiera sido un problema para mí. convertirlo en un combate de lucha libre, pero simplemente no puedo hacerlo, no sería divertido para mí". 
En una entrevista de ESPN de 2020 , Gaethje dijo que, después de hacer la transición de la lucha libre a las artes marciales mixtas, se dio cuenta de que, si bien ganar seguía siendo impornutante, entretener a los fanáticos podía hacerle ganar más dinero. Dijo: "Puede haber muchachos que tienen marca de 13-0 con 13 decisiones, y ni siquiera les pagan $5,000 por pelear porque nadie los está mirando. He tenido oportunidades en los escenarios más importantes gracias a la forma en que Peleo. Nunca he querido ganar un cinturón, pero quería ganar dinero, y la forma más segura de ganar dinero en este deporte era siendo emocionante". Según el entrenador de Gaethje, Trevor Wittman , las derrotas consecutivas contra Álvarez y Poirier hicieron que Gaethje cambiara de mentalidad. Aunque todavía es un luchador que presiona , Wittman dijo que Gaethje ahora toma menos riesgos y es más selectivo sobre cuándo intercambiar golpes. Wittman declaró: "Le pregunté después de esas dos derrotas: '¿Tu objetivo sigue siendo ser el luchador más emocionante del mundo?' Y él dijo: 'En realidad no, entrenador. Quiero ser campeón de UFC'". 

## Vida personal
Gaethje tiene una licenciatura en Servicios Humanos de la University of Northern Colorado. Ha declarado su intención de hacer trabajo social con la juventud en riesgo. El apellido de Gaethje es de origen alemán debido por su padre alemán-estadounidense.
Gaethje se sometió a una queratectomía fotorrefractiva en 2016 para corregir su vista. Declaró, "Solía ser ciego, tenía una visión horrible. Tenía 20/60 en un ojo y 20/200 en el otro. Y era hipermétrope en un ojo y miope en el otro".
Gaethje, junto con el presidente de UFC Dana White, los peleadores Colby Covington y Henry Cejudo, y su mánager Ali Abdelaziz, asistieron a un rally por el presidente Donald Trump en septiembre de 2020, los peleadores a su vez fueron saludados por el presidente. Gaethje elogió a Trump por su rol en el desarrollo inicial de UFC, diciendo "Él es la razón por la que UFC está aquí".

## Campeonatos y logros

### Artes marciales mixtas
- Ultimate Fighting Championship
  - Campeonato Interino de Peso Ligero de UFC (Una vez)[88]
  - Campeonato BMF de UFC
  - Pelea de la Noche (ocho veces) vs. Michael Johnson, Eddie Alvarez, Dustin Poirier, Edson Barboza, Tony Ferguson, Michael Chandler Rafael Fiziev y Max Holloway[89][90][91][92][93][94][95][96]
    - Empatado (con Diego Sanchez, Jim Miller y Joe Lauzon) por la quinta mayor cantidad de bonos de Pelea de la noche en la historia de UFC (7)

  - Actuación de la Noche (Cinco veces)  vs. Michael Johnson, James Vick, Donald Cerrone, Tony Ferguson y Dustin Poirier[89][97][98][93][64]
    - Quinto por la mayor cantidad de bonos post-pelea en la historia de la división de peso ligero de UFC (12)[99]
    - Octavo por la mayor cantidad de bonos post-pelea en la historia de UFC (12)[100]
    - Mayor cantidad de bonos post-pelea por pelea en la historia de UFC (12 bonos en 12 peleas) (mínimo 10 peleas)

  - Mayor porcentaje de precisión de golpes significativos en la historia de peso ligero de UFC (60,3%)[99]
  - Segundo por la mayor cantidad de golpes significativos conectados por minuto en la historia de la división de peso ligero de UFC (7.35)
  - Pelea del Año 2017 vs. Michael Johnson[101]
  - Pelea del Año 2021 vs. Michael Chandler[102]
- World Series of Fighting
  - Campeonato de Peso Ligero de WSOF (Una vez; inaugural; único)
    - Cinco defensas titulares exitosas

  - Mayor cantidad de defensas titulares consecutivas (cinco)
  - Mayor cantidad de victorias en peleas titulares (seis)
  - Racha de victorias de peso ligero más larga (10)
  - Mayor cantidad de victorias por nocaut (nueve)
- World MMA Awards
  - Pelea del Año 2017 vs. Eddie Alvarez en UFC 218[103]
  - Comeback del Año 2017 vs. Michael Johnson en The Ultimate Fighter: Redemption Finale[103]
- MMAjunkie
  - Pelea del Mes de marzo de 2015 vs. Luis Palomino[104]
  - Pelea del Mes de septiembre de 2015 vs. Luis Palomino[105]
  - Asalto del Año 2017 vs. Michael Johnson (Asalto 1)[106]
  - Pelea del Año 2018 vs. Dustin Poirier[107]
  - Pelea del Mes de noviembre de 2021 vs. Michael Chandler[108]
  - Pelea del Año 2021 vs. Michael Chandler[109]
  - Pelea del Mes de marzo de 2023 vs. Rafael Fiziev[110]
- Yahoo! Sports
  - Mejor Pelea de Mitad de Año 2015 vs. Luis Palomino[111]
  - Pelea del Año 2021 vs. Michael Chandler[112]
- MMAFighting.com
  - Pelea del Año 2021 vs. Michael Chandler[113]
- Sherdog
  - Pelea del Año 2017 vs. Michael Johnson[114]
  - Asalto del Año 2017 vs. Michael Johnson (Asalto 2)[115]
  - Pelea del Año 2018 vs. Dustin Poirier[116]
  - Asalto del Año 2018 vs. Dustin Poirier (Asalto 2)[117]
  - Pelea del Año 2021 vs. Michael Chandler[118]
  - Asalto del Año 2021 vs. Michael Chandler (Asalto 1)[119]
- Bleacher Report
  - Pelea del Año 2017 vs. Michael Johnson[120]
  - Pelea del Año 2021 vs. Michael Chandler[121]
- RealSport
  - 2017 UFC Debut of the Year vs. Michael Johnson[122]
- CBS Sports
  - Pelea del Año 2017 vs. Michael Johnson[123]
  - Pelea del Año 2021 vs. Michael Chandler[124]
- Bloody Elbow
  - Mejor Pelea del Año 2017 vs. Michael Johnson[125]
- Cageside Press
  - Pelea del Año 2017 vs. Michael Johnson[126]
  - Pelea del Año 2021 vs. Michael Chandler[127]
- MMAWeekly.com
  - Pelea del Año 2018 vs. Dustin Poirier[128]
- CombatPress.com
  - Pelea del Año 2018 vs. Dustin Poirier[129]
  - Pelea del Año 2021 vs. Michael Chandler[130]
- MMADNA.nl
  - Pelea del Año 2017 vs. Eddie Alvarez[131]
  - Debut del Año 2017[131]
- Lowkick MMA
  - Pelea del Año 2021 vs. Michael Chandler[132]
- Daily Mirror
  - Pelea del Año 2021 vs. Michael Chandler[133]
- Wrestling Observer Newsletter
  - Pelea del Año de MMA (2018) vs. Dustin Poirier en UFC on Fox: Poirier vs. Gaethje[134]
  - Pelea del Año de MMA (2021) vs. Michael Chandler en UFC 268[135]

### Wrestling
- National Collegiate Athletic Association
  - All-American de División I de la NCAA desde la University of Northern Colorado (2010)[136]
  - Campeonato de 157 lbs de División I de NCAA de 2010[137]

## Récord en artes marciales mixtas
| Récord profesional | Récord profesional | Récord profesional |
| 31 peleas          | 26 victorias       | 5 derrotas         |
| ------------------ | ------------------ | ------------------ |
| Nocaut             | 20                 | 3                  |
| Sumisión           | 1                  | 2                  |
| Decisión           | 5                  | 0                  |

| Resultado | Récord | Oponente            | Método                            | Evento                                  | Fecha                    | Ronda | Tiempo | Localización                     | Notas                                                                                        |
| --------- | ------ | ------------------- | --------------------------------- | --------------------------------------- | ------------------------ | ----- | ------ | -------------------------------- | -------------------------------------------------------------------------------------------- |
| Victoria  | 26-5   | Rafael Fiziev       | Decisión (unánime)                | UFC 313                                 | 8 de marzo de 2025       | 3     | 5:00   | Las Vegas, Nevada                | Pelea de la Noche.                                                                           |
| Derrota   | 25–5   | Max Holloway        | KO (puñetazo)                     | UFC 300                                 | 13 de abril de 2024      | 5     | 4:59   | Las Vegas, Nevada                | Perdió el título BMF. Pelea de la Noche.                                                     |
| Victoria  | 25–4   | Dustin Poirier      | KO (patada a la cabeza)           | UFC 291                                 | 29 de julio de 2023      | 2     | 1:00   | Salt Lake City, Utah             | Ganó el Campeonato BMF. Actuación de la Noche.                                               |
| Victoria  | 24–4   | Rafael Fiziev       | Decisión (mayoritaria)            | UFC 286                                 | 18 de marzo de 2023      | 3     | 5:00   | Londres                          | Pelea de la Noche.                                                                           |
| Derrota   | 23–4   | Charles Oliveira    | Sumisión (rear naked choke)       | UFC 274                                 | 7 de mayo de 2022        | 1     | 3:22   | Phoenix, Arizona                 | Por el Campeonato de Peso Ligero de UFC                                                      |
| Victoria  | 23–3   | Michael Chandler    | Decisión (unánime)                | UFC 268                                 | 6 de noviembre de 2021   | 3     | 5:00   | Nueva York, Nueva York           | Pelea de la Noche. Pelea del Año (2021).                                                     |
| Derrota   | 22–3   | Khabib Nurmagomedov | Sumisión técnica (triangle choke) | UFC 254                                 | 24 de octubre de 2020    | 2     | 1:34   | Abu Dabi                         | Por el Campeonato de Peso Ligero de UFC                                                      |
| Victoria  | 22–2   | Tony Ferguson       | TKO (golpes)                      | UFC 249                                 | 9 de mayo de 2020        | 5     | 4:39   | Jacksonville, Florida            | Ganó el Campeonato Interino de Peso Ligero de UFC; Pelea de la Noche; Actuación de la Noche. |
| Victoria  | 21–2   | Donald Cerrone      | TKO (golpes)                      | UFC Fight Night: Cowboy vs. Gaethje     | 14 de septiembre de 2019 | 1     | 4:18   | Vancouver                        | Actuación de la Noche.                                                                       |
| Victoria  | 20–2   | Edson Barboza       | KO (golpe)                        | UFC on ESPN: Barboza vs. Gaethje        | 30 de marzo de 2019      | 1     | 2:30   | Filadelfia, Pensilvania          | Pelea de la Noche.                                                                           |
| Victoria  | 19–2   | James Vick          | KO (golpe)                        | UFC Fight Night: Gaethje vs. Vick       | 25 de agosto de 2018     | 1     | 1:27   | Nebraska                         | Actuación de la Noche.                                                                       |
| Derrota   | 18–2   | Dustin Poirier      | TKO (golpes)                      | UFC on Fox: Poirier vs. Gaethje         | 14 de abril de 2018      | 4     | 0:33   | Glendale, Arizona                | Pelea de la Noche. Pelea del Año (2018).                                                     |
| Derrota   | 18–1   | Eddie Alvarez       | TKO (rodillazo y golpes)          | UFC 218                                 | 2 de diciembre de 2017   | 3     | 3:59   | Detroit, Míchigan                | Pelea de la Noche.                                                                           |
| Victoria  | 18–0   | Michael Johnson     | TKO (golpes y rodillazos)         | The Ultimate Fighter: Redemption Finale | 7 de julio de 2017       | 2     | 4:48   | Las Vegas, Nevada                | Debut en UFC; Actuación de la Noche; Pelea de la Noche. Pelea Del Año (2017).                |
| Victoria  | 17–0   | Luiz Firmino        | TKO (parada médica)               | WSOF 34                                 | 31 de diciembre de 2016  | 3     | 5:00   | New York City, New York          | Defendió el Campeonato de Peso Ligero de WSOF.                                               |
| Victoria  | 16–0   | Brian Foster        | TKO (patadas)                     | WSOF 29                                 | 12 de marzo de 2016      | 1     | 1:43   | Greeley, Colorado                | Defendió el Campeonato de Peso Ligero de WSOF.                                               |
| Victoria  | 15–0   | Luis Palomino       | TKO (golpes)                      | WSOF 23                                 | 18 de septiembre de 2015 | 2     | 4:30   | Phoenix, Arizona                 | Defendió el Campeonato de Peso Ligero de WSOF.                                               |
| Victoria  | 14–0   | Luis Palomino       | TKO (patadas y golpes)            | WSOF 19                                 | 28 de marzo de 2015      | 3     | 3:57   | Phoenix, Arizona, Estados Unidos | Defendió el Campeonato de Peso Ligero de WSOF.                                               |
| Victoria  | 13–0   | Melvin Guillard     | Decisión (dividida)               | WSOF 15                                 | 15 de noviembre de 2014  | 3     | 5:00   | Tampa, Florida                   | Pelea no-titular; Guillard no dio e l peso (158.8 lbs).                                      |
| Victoria  | 12–0   | Nick Newell         | TKO (golpes)                      | WSOF 11                                 | 5 de julio de 2014       | 2     | 3:09   | Daytona Beach, Florida           | Defendió el Campeonato de Peso Ligero de WSOF.                                               |
| Victoria  | 11–0   | Richard Patishnock  | TKO (golpes y codazos)            | WSOF 8                                  | 18 de enero de 2014      | 1     | 1:09   | Hollywood, Florida               | Ganó el Campeonato Inaugural de Peso Ligero de WSOF.                                         |
| Victoria  | 10–0   | Dan Lauzon          | KO (golpes)                       | WSOF 6                                  | 28 de octubre de 2013    | 2     | 1:40   | Coral Gables, Florida            |                                                                                              |
| Victoria  | 9–0    | Brian Cobb          | TKO (golpes)                      | WSOF 3                                  | 14 de junio de 2013      | 3     | 2:19   | Las Vegas, Nevada                |                                                                                              |
| Victoria  | 8–0    | Gesias Cavalcante   | TKO (parada médica)               | WSOF 2                                  | 23 de marzo de 2013      | 1     | 2:27   | Atlantic City, New Jersey        |                                                                                              |
| Victoria  | 7–0    | Adrian Valdez       | TKO (golpes)                      | Rage in the Cage 164                    | 16 de noviembre de 2012  | 2     | 0:19   | Chandler, Arizona                |                                                                                              |
| Victoria  | 6–0    | Drew Fickett        | KO (golpe)                        | Rage in the Cage 163                    | 20 de octubre de 2012    | 1     | 0:12   | Chandler, Arizona                | Pelea en peso pactado (165 lbs).                                                             |
| Victoria  | 5–0    | Sam Young           | Sumisión (rear naked choke)       | Rage in the Cage 162                    | 29 de septiembre de 2012 | 2     | 1:58   | Chandler, Arizona                |                                                                                              |
| Victoria  | 4–0    | Marcus Edwards      | Decisión (unánime)                | ROF 43 - Bad Blood                      | 2 de junio de 2012       | 3     | 5:00   | Broomfield, Colorado             |                                                                                              |
| Victoria  | 3–0    | Donnie Bell         | TKO (golpes)                      | ROF 42 - Who's Next                     | 17 de diciembre de 2011  | 2     | 2:57   | Broomfield, Colorado             |                                                                                              |
| Victoria  | 2–0    | Joe Kelso           | TKO (golpes)                      | BTT MMA 2 - Genesis                     | 1 de octubre de 2011     | 1     | 4:32   | Pueblo, Colorado                 | Debut en peso ligero.                                                                        |
| Victoria  | 1–0    | Kevin Croom         | KO (slam)                         | ROF 41 - Bragging Rights                | 20 de agosto de 2011     | 1     | 1:01   | Broomfield, Colorado             | Pelea en peso pactado (160 lbs).                                                             |

## Peleas en Pay-per-view
| Evento  | Pelea                 | Fecha                 | Recinto                        | Ciudad                                        | Compras de PPV |
| ------- | --------------------- | --------------------- | ------------------------------ | --------------------------------------------- | -------------- |
| UFC 249 | Ferguson vs. Gaethje  | 9 de mayo de 2020     | VyStar Veterans Memorial Arena | Jacksonville, Florida, Estados Unidos         | 700.000        |
| UFC 254 | Khabib vs. Gaethje    | 24 de octubre de 2020 | Flash Forum                    | Yas Island, Abu Dhabi, Emiratos Árabes Unidos | 675.000        |
| UFC 274 | Oliveira vs. Gaethje  | 7 de mayo de 2022     | Footprint Center               | Phoenix, Arizona, Estados Unidos              | 400.000        |
| UFC 291 | Poirier vs. Gaethje 2 | 29 de julio de 2023   | Delta Center                   | Salt Lake City, Utah, Estados Unidos          | No revelado    |